# Chvaletice
Chvaletice (en allemand : Chwaleticz) est une ville du district et de la région de Pardubice, en République tchèque. Sa population s'élevait à 2 927 habitants en 2024.

## Géographie
Chvaletice occupe la rive gauche de l'Elbe, au pied nord-ouest des monts de Fer (Železné hory). La colline d'Oklika (307 m) se dresse au sud de la ville. À l'est, à l'emplacement d'une ancienne mine de pyrite-à ciel ouvert, se trouve la centrale thermique, d'une puissance installée de 800 MW.
Chvaletice se trouve à 6 km à l'est de Kolín, à 26 km à l'ouest de Pardubice et à 71 km à l'est de Prague.
La commune est limitée par Labské Chrčice et Selmice au nord, par Trnávka et Zdechovice à l'est, par Horušice et Bernardov au sud, et par Kojice à l'ouest.

## Histoire
La région a été colonisée au Xe siècle par les Croates orientaux. L’Elbe dessinait alors la frontière des terres occupées par les tribus slaves de la région : les Tchèques, les Slitchènes et les Croates.

### Telčice
En 1143, cette colonie slave est évoquée pour la première fois dans les actes de consécration de l'abbaye de Sedlec. En 1199, le fort de Telčice est cité, ainsi que le nom de son seigneur, Hugo von Teltchitz. Il contrôlait une route de commerce stratégique en liaison avec l'Elbe.
Après la destruction de l'abbaye par les Hussites en 1421, l'empereur Sigismond saisit les biens de la confrérie et les redistribua en plusieurs fois aux fidèles catholiques de l'endroit. C'est ainsi qu'en 1436, Kunes Voděrad de Sekeřice devient le seigneur de Telčice. Puis cette terre passa des seigneurs de Sekerský von Voděrady à Vladislas IV, lequel le remit en gage en 1507 à Nicolas Trčka de Lípa. Lorsqu'en 1509 les États de Bohême dénoncèrent le pillage de la terre royale de Zdechovice, le roi en profita pour dénoncer sa mise en gage. En 1515, la seigneurie de Zdechovice, comprenant les villages de Zdechovice, de Telčice, de Chvaletice, de Trnávka, de Řečany, de Labětín et de Spytovice fut échangée avec Zdeniek Lev von Rosental dans le cadre d'un règlement de dettes.
La seigneurie passa ensuite successivement aux mains de Václav Lorecký von Elkouš (1521), de Charles de Žerotín (1558), de Hynko Vrabský von Vrabí (1585), et enfin des seigneurs de Věžník (1642). L'annexion par Zdechovice de la terre de Telčice rendit inutile le donjon, et ses pierres furent réemployées pour la construction du château de Zdechovice. Les ruines restantes étaient encore visibles au XIXe siècle. En 1720, Telčice devint un lieu-dit de Chvaletice, et en 1722, le comte Charles-Joseph von Paar racheta ces terres à Léopold von Věžník.
Après le rétablissement de Telčice en seigneurie, elle devint un faubourg de Chvaletice au sein du district de Pardubice. En 1869, Telčice comptait 206 habitants, en 1900 elle n'en comptait plus que 186, puis en 1950, 231 habitants. De 1950 à 1952, les autorités communistes entreprirent la construction de 623 logements, soit 13 immeubles, disséminés au milieu des pavillons individuels et des maisons à toit de chaume traditionnelles. L'école professionnelle a été inaugurée en 1951, l'école élémentaire en 1954, mais celle-ci s'avéra sous-dimensionnée, malgré les prévisions des aménageurs qui, dès 1952, envisageaient une population de 7 000 habitants. Une maison de la culture fut aménagée en 1958. Avec la dissolution de la région administrative de Přelouč, Telčice, qui comptait déjà 2 380 habitants, fut rattachée en 1961 à la région de Pardubice.

## Administration
La commune de Chvaletice se compose de deux sections :
- Chvaletice, qui s'appelait jusqu'en 1975 Telčice (en allemand : Teltschitz), rebaptisé entre 1975 et 1980 : Chvaletice II ;
- Hornická Čtvrť, qui s'appelait jusqu'en 1975 Chvaletice (en allemand : Chwaletitz), rebaptisé entre 1975 et 1980 : Chvaletice I.

## Économie
Avec la découverte dans les années 1960 d'un grand gisement de pyrite en Pologne, on décida de fermer la mine et de construire une centrale thermique à la place. La construction de cette centrale d'une puissance de 800 MW fut entreprise en 1971. L'Elbe fut approfondie pour lui donner un mouillage de 2,80 m, avec un port fluvial, pour permettre l'acheminement du lignite depuis les mines d’Ústí nad Labem. Le 1er janvier 1975, les communes de Telčice et de Chvaletice fusionnèrent, l'ancien bourg de Chvaletice reprenant le nom de Chvaletice I et le faubourg industriel de Telčice, celui de Chvaletice II. La mine ferma la même année.
En 1977, le bief Týnec nad Labem–Chvaletice II sur l'Elbe fut ouvert à la navigation, et en 1979 on inaugurait la centrale thermique. La capitainerie du port ouvrit ses portes au début des années 1980. Depuis 1993, Chvaletice est une ville, dont le quartier de Chvaletice compte 3 165 habitants et le faubourg de Hornická Čtvrť 92 habitants. La nouvelle gare a été inaugurée en 1995 : elle a mis un terme au trafic fluvial de lignite.

## Tourisme
- Le temple protestant de Hornická Čtvrť, consacré en 1783 et doté depuis 1882 d'un campanile de style néo-Renaissance.

## Transports
Par la route, Chvaletice se trouve à 11 km de Přelouč, à 29 km de Pardubice, à 36 km de Chrudim et à 97 km de Prague.

## Voir également
- (de) Cet article est partiellement ou en totalité issu de l’article de Wikipédia en allemand intitulé « Chvaletice » (voir la liste des auteurs).
- (cs) Jiří Paleček Vyšlo, « Chvaletice », sur Sdružení přátel Pardubického kraje, 2005 (consulté le 8 décembre 2013)